# 歐亞白鮭
歐亞白鮭，為輻鰭魚綱鮭形目鮭科白鲑属的一種，分布於瑞士Thun與Brienz湖，棲息深度在水深30至100公尺，體長可達26公分，生活習性不明。